# Governor Generoso
Governor Generoso est une localité de la province du Davao oriental, aux Philippines. En 2015, elle compte 55 109 habitants.